# Badebodaån
Badebodaån är ett vattendrag i mellersta Småland och utgör det största biflödet till Alsterån. Inklusive källflöden är ån ca 70 km lång. Badebodaån rinner upp väster om Åseda i Uppvidinge kommun och strömmar i huvudsak österut innan den mynnar i norra delen av sjön Allgunnen (85 m ö.h.). 
Badebodaån utgör långa sträckor kommungräns mellan Högsby och Uppvidinge kommuner, samt mellan Högsby och Nybro kommuner - i det förra fallet även länsgräns mellan Kalmar län och Kronobergs län.